# Exoprosopa brachipleuralis
Exoprosopa brachipleuralis är en tvåvingeart som beskrevs av Hesse 1956. Exoprosopa brachipleuralis ingår i släktet Exoprosopa och familjen svävflugor. Inga underarter finns listade i Catalogue of Life.